# Sistema de Atención Médica de Emergencias
El Sistema de Atención Médica de Emergencias (SAME 105) es el sistema público y gratuito encargado de la atención médica de urgencias y emergencias en todo el territorio uruguayo.

## Creación
Fue creado en 2014 mediante en el marco de la implantación del Sistema Nacional Integrado de Emergencias. Desde su creación tiene como objetivo brindar una respuesta sanitaria y rápida ante toda situación de emergencia e urgencia en todo el territorio nacional.
El Sistema de Atención Médica de Emergencias está coordinado con el Centro de Comando Unificado de la Policía Nacional, los Centros de Operaciones de la Armada y la Fuerza Aérea, como también del Sistema Nacional de Emergencias y los Centros Coordinadores de Emergencia Departamentales.
Su número a nivel nacional, es el 105. Numeración que hasta el año 2014 pertenecía al Ministerio de Salud Pública. 

## Centros y Bases

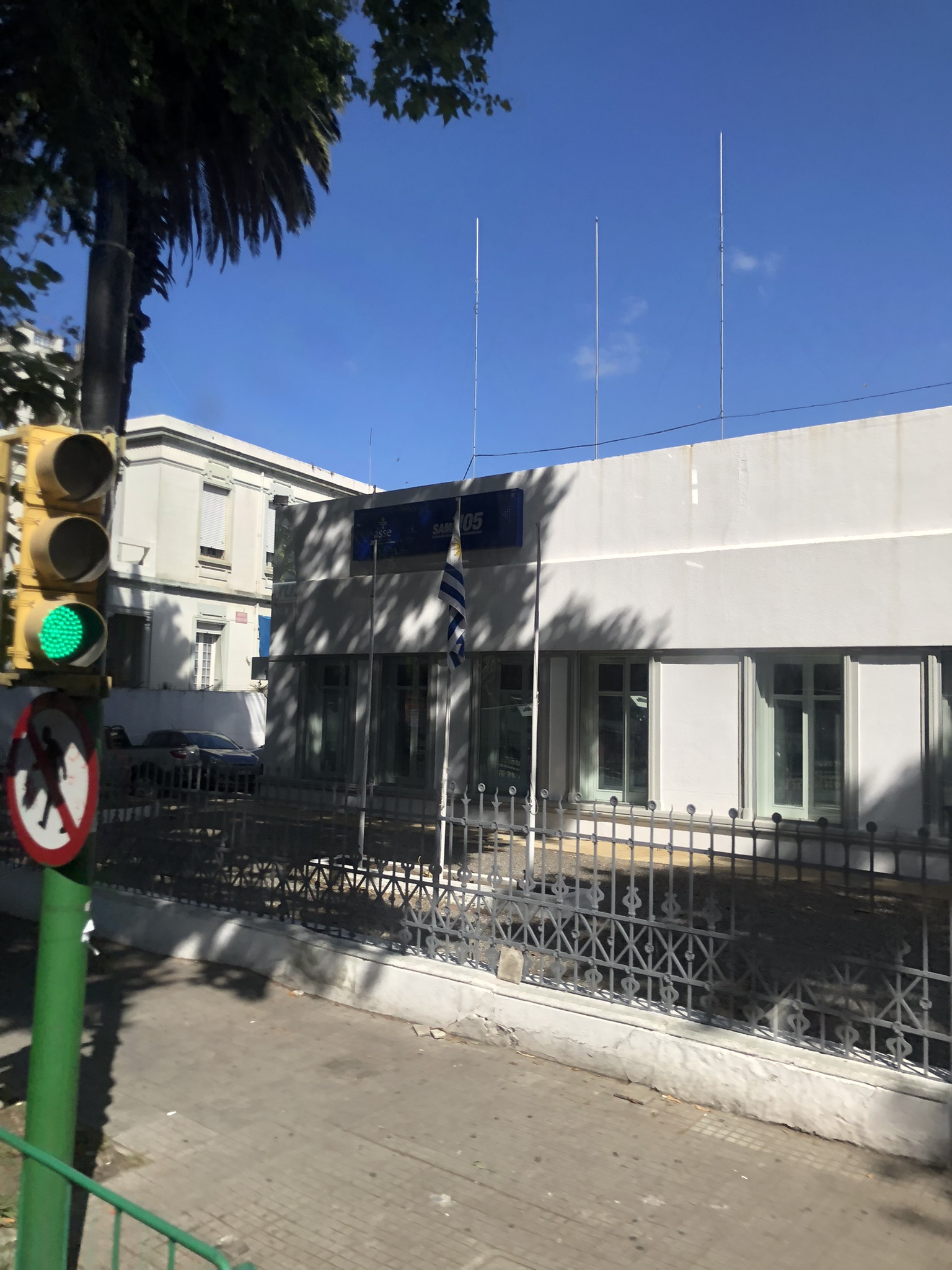
Edificio Central del SAME, en el barrio La Blanqueada de Montevideo.

En 2014 unificó y centralizo el principal centro de comando en su sede central sobre la avenida 8 de octubre en la Blanqueada. Coordinando todas las actividades de urgencia y emergencia en materia prehospitalaria. Cuenta además con bases de salida en todo el territorio nacional.
- Base de Salida del Hospital Maciel.

## Flota

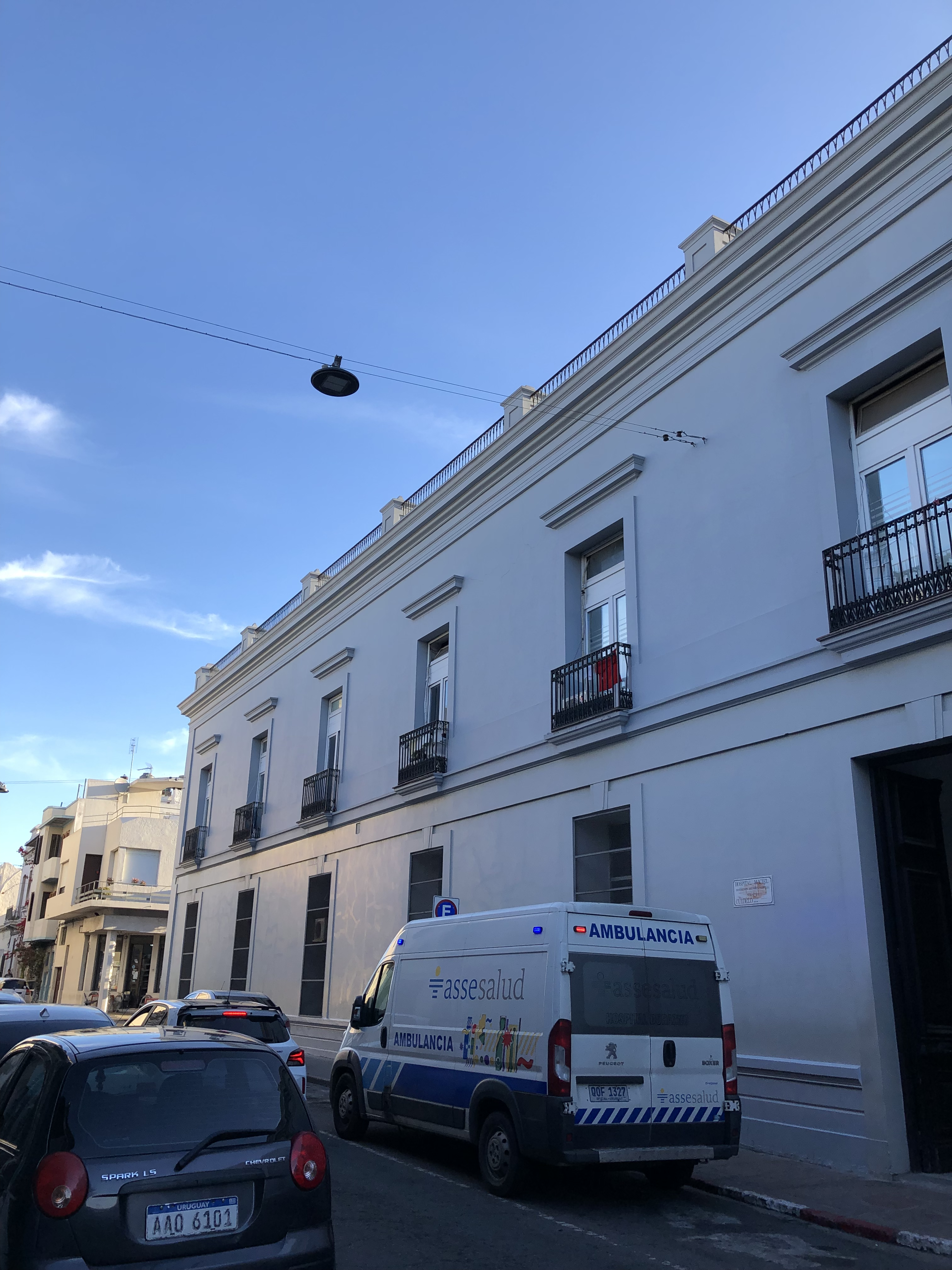
Ambulancia regional en el Hospital Maciel

El SAME, cuenta con ambulancias, vehículos y ómnibus especializadas y para traslados comunes. Esto incluye también el helicóptero sanitario de la Fuerza Aérea.
| Marcas                     | Función                            |
| -------------------------- | ---------------------------------- |
| Hyundai H1                 | Traslado y especializada           |
| Peugeot Bóxer              | Especializada                      |
| Fiat Ducato                | Especializada                      |
| Mercedes Benz Sprint       | Especializada                      |
| Renault                    | CTI                                |
| Hyundai H350               | CTI                                |
| Airbus Helicopters AS- 365 | Traslado sanitario y especializada |
| Mercedes Benz              | Unidad Móvil de Aféresis           |
| Volare Access              | Traslados                          |
| Autobús Marcopolo Torino   | Policlínico Móvil                  |
| Autobús Caio Vitória       | Policlínico Móvil                  |

En 2020 recibió la donación de ambulancias cti por parte de la Campaña #NosCuidamosEntreTodos.
Cómo infraestructura cuenta con dos helipuertos dos en Montevideo, en la sede de la Administración de los Servicios de Salud del Estado, en el Hospital Policial y uno en Paysandú. Además de la Base I de la Fuerza Aérea ante cualquier traslado sanitario.